# 告密者 (2014年電影)
是一部於2014年上映的美國政治驚悚片，改編自尼克·休烏的同名書籍《告密者》和蓋瑞·韋伯的《黑暗聯盟》。導演為麥可·奎斯塔，彼得·蘭德斯曼負責劇本。電影由傑瑞米·雷納、安迪·賈西亞、羅絲瑪麗·德薇特、雷·利奥塔、提姆·布萊克·尼爾森、巴里·佩珀、奧立佛·普雷特、米高·辛、瑪麗·伊莉莎白·文斯蒂德、李察·席夫、麥克·肯尼斯·威廉士和帕姿·薇閣主演。電影在美國於2014年10月10日發布，而在台灣則於2014年10月31日上映。

## 劇情
故事改編自真實事件，敘述，美國政府在尼加拉瓜內戰從1979年打到1990年，尼加拉瓜內戰後的1996年一位曾得過普利茲獎的記者蓋瑞·韋伯（傑瑞米·雷納飾），在報上公布了一件美國中央情報局與游擊隊暗中私運毒品的報告，使得韋伯被遭受不了壓力的報社解雇，同時也讓自己的性命受到威脅……

## 演員
- 謝洛美·維納 飾 美國聖荷西水星日報調查記者蓋瑞·韋伯（Gary Webb）
- 羅絲瑪麗·德薇特（英语：Rosemarie DeWitt） 飾 蘇珊·韋伯（Susan Webb）
- 雷·利奥塔 飾 約翰·卡倫（John Cullen）
- 巴里·佩珀 飾 羅素·多德森（Russell Dodson）
- 瑪麗·伊莉莎白·文斯蒂德 飾 安娜·賽門斯（Anna Simons）
- 帕姿·薇閣 飾 可拉爾·巴卡（Coral Baca）
- 奧立佛·普雷特 飾 傑利·切波（Jerry Ceppos）
- 米高·辛 飾 佛萊德·威爾（Fred Weil）
- 李察·席夫 飾 沃爾特·平卡斯（Walter Pincus）
- 安迪·賈西亞 飾 諾文·曼尼賽斯（Norwin Meneses）
- 羅伯特·派屈克 飾 羅尼·奎伊爾（Ronny Quail）
- 麥克·肯尼斯·威廉士 飾 「富力威」里克·羅斯（"Freeway" Rick Ross）
- 吉娜·西姆斯（英语：Jena Sims） 飾 小哈緹（Little Hottie）
- 喬書亞·克洛斯（英语：Joshua Close） 飾 里奇·克萊恩（Rich Kline）
- 尤伯·巴斯克斯（英语：Yul Vazquez） 飾 達尼洛·布蘭登（英语：Oscar Danilo Blandón）（Danilo Blandon）
- 勞勃·普雷哥 飾 尼爾森警長（Sheriff Nelson）
- 路卡斯·赫奇斯 飾 伊恩·韋伯（Ian Webb）
- 麥可·羅斯 飾 強納森·亞諾爾德（Jonathan Yarnold）
- 馬修·林茲 飾 艾瑞克·韋伯（Eric Webb）
- 麥可·H·科爾 飾 皮特·凱利（Pete Carey）
- 大衛·李加夫 飾 道格拉斯·法拉赫（Douglas Farah）
- 安德魯·馬賽特 飾 強納森·克里姆（Johnathan Krim）

## 發行
《告密者》於2014年10月10日在北美各大戲院上映。

### 評價
《告密者》上映後獲得了多為正面的評價，在爛番茄基於88條評論，持有75％的新鮮度，平均得分6.8／10。於Metacritic根據33位影評家，得分60（滿分100）。而在imdb上則得分7.3。

### 票房
北美票房首週票房94萬1809美元。截至10月31日票房為229萬4904美元。

## 外部連結
- 官方网站
- 互联网电影数据库（IMDb）上《Kill the Messenger》的资料（英文）
- Box Office Mojo上《告密者》的資料（英文）
- 爛番茄上《告密者》的資料（英文）
- Metacritic上《告密者》的資料（英文）